# Giulia Rambaldi
Giulia Rambaldi, född 11 november 1986 i Milano, är en italiensk vattenpolospelare (försvarare) som sedan 2014 spelar för Rari Nantes Bogliasco. Hon ingick i Italiens damlandslag i vattenpolo vid olympiska sommarspelen 2012.
Rambaldi gjorde två mål i den olympiska vattenpoloturneringen 2012 i London där Italien kom på sjunde plats. Vid den tidpunkten var hennes klubblag Pro Recco.
Rambaldi tog EM-guld år 2012 i Eindhoven och ingick i laget som kom på fjärde plats i VM 2011 i Shanghai.